# Friedrich Pongratz
Friedrich Alfred Pongratz (* 28. Januar 1947 in Ansbach) ist ein deutscher Psychologe und Soziologe, der als Unternehmer tätig ist.

## Leben
Nach dem Abitur studierte er Psychologie und Soziologie an der Christian-Albrechts-Universität in Kiel und an der Freien Universität Berlin mit den Studienabschlüssen Diplom.
Pongratz ist Gründer und Leiter von sechs Unternehmen mit circa 250 Mitarbeitern und 15 Niederlassungen in Berlin. Bei den von ihm gegründeten und als Investor, Gesellschafter-Geschäftsführer sowie als Schul- und Institutsleiter geführten Unternehmen handelt es sich zum einen um das 1983 gegründete Institut für Angewandte Gerontologie gGmbH (IFAG) mit seinen staatlich anerkannten Berufsfachschulen für Altenpflege, Sozialassistenten und den staatlich anerkannten Weiterbildungseinrichtungen des Landes Berlins für Pflegefachkräfte für leitende Funktionen  und Medizinalfachberufe. 1992 gründete er die gemeinnützige Gesellschaft für Alten- und Behindertenhilfe (GFA). Im Jahr 2000 folgte die Akademie für Internationale Bildung (AFIB) mit ihren zur Allgemeinen Fachhochschulreife führenden staatlich anerkannten Fachoberschulen für Medien, Sozialwesen und Wirtschaft sowie die Flugschule Leonardo da Vinci. 2009 gründete er die 'Friedrich A. Pongratz Immobilien GmbH & Co. KG' sowie die 'Friedrich A. Pongratz Grundstücks GmbH'. 2010 kaufte er das ehemalige Städtische Krankenhaus in Berlin-Charlottenburg, das als generationsübergreifendes Bildungs- und Altenzentrum genutzt werden soll.
Friedrich Pongratz ist Veranstalter von Bildungskongressen und Kongressen zur Denkfabrik Alten- und Behindertenhilfe. Er besitzt seit 1993 die deutschen Urheberrechte für Validation nach Feil (USA), einer Kommunikations- und Ausbildungsmethode für Angehörige und medizinisches Personal im Umgang mit Dementen. Durch sein Betreiben gehört diese Methode heute in Berlin zur Ausbildung von medizinischem und pflegerischem Personal. Er ist Mitbegründer des European Validation Association (EVA). Seit 1983 betreut er Leistungssportler und Kunstflieger psychologisch und war bis 2003 Coach der deutschen Nationalmannschaft im Präzisionsflug. Außerdem ist er Dozent in der gesetzlichen Fluglehrerfort- und Flugkapitänsausbildung sowie Sachverständiger für das Luftfahrt-Bundesamt.
Seit 1980 konzipierte und realisierte Pongratz eine Vielzahl von Bildungsmaßnahmen in der Jugend- und Erwachsenenbildung, auch für Akademiker, ausländische Einwohner und Migranten sowie auch von Versorgungsmodellen für ältere Menschen. Er war der Erste, der mit der EU und dem Land Berlin 1991/1992 die ersten Sozialarbeiterinnen und Sozialarbeiter in den GUS-Staaten ausbildete. 1994/1995 war er Berater der Regierung von Belarus beim Aufbau des Bildungs-, Gesundheits- und Sozialwesens.
Von 2001 bis 2005 war er Vorsitzender des Bundesverbandes Deutscher Privatschulen (VDP), LV Berlin-Brandenburg. Er ist Autor eines Lehrbuches für Soziologie.
2007 erwarb er das Gebäude der neuapostolischen Kirche in Berlin-Charlottenburg und baute dieses zu dem Veranstaltungszentrum Asanta um, in dem unterschiedliche Veranstaltungen wie Kongresse stattfinden.
Pongratz ist verheiratet mit der Schauspielerin Miriam Christina Pongratz (geb. Kretschmann) und hat drei Kinder.

## Auszeichnungen
Im März 2008 wurde Friedrich Pongratz von Bundespräsident Horst Köhler das Bundesverdienstkreuz am Bande für seine Verdienste verliehen.

## Schriften
- Lehrbuch der Altenpflege. Soziologie. Vincentz, Hannover 1987, ISBN 3-87870-240-X.